# Drassodella salisburyi
Espèce
Drassodella salisburyi est une espèce d'araignées aranéomorphes de la famille des Gallieniellidae.

## Distribution
Cette espèce est endémique du Cap-Oriental en Afrique du Sud,.

## Description
Le mâle mesure 8,25 mm et la femelle 9 mm.
Le mâle décrit par Mbo et Haddad en 2019 mesure 7,32 mm et la femelle 6,60 mm, les mâles mesurent de 5,90 à 7,32 mm et les femelles de 6,58 à 6,60 mm.

## Publication originale
- Hewitt, 1916 : Descriptions of new South African spiders. Annals of the Transvaal Museum, vol. 5, no 3, p. 180-213.